# Белово (Кемеровска област)
Вижте пояснителната страница за други значения на Белово.
Бело́во (на руски: Белово) е град в Русия, административен център на Беловски район, Кемеровска област.
Населението на града към 1 януари 2018 е 72 519 души.

## История
Селището е основано през 1726 година, през 1938 година получава статут на град.